# Хорни Бар
Хорни Бар (слч. Horný Bar, мађ. Felbár) насељено је мјесто са административним статусом сеоске општине (слч. obec) у округу Дунајска Стреда, у Трнавском крају, Словачка Република.

## Становништво
| Година:    | 1994. | 2004.    | 2014.   | 2024.   |
| ---------- | ----- | -------- | ------- | ------- |
| Број људи: | 1074  | 1208     | 1255    | 1313    |
| Разлика:   |       | +12,47 % | +3,89 % | +4,62 % |

| Година:    | 2023. | 2024.   |
| ---------- | ----- | ------- |
| Број људи: | 1306  | 1313    |
| Разлика:   |       | +0,53 % |

Према подацима о броју становника из 2011. године насеље је имало 1.250 становника.